# Amy-Cathérine de Bary
Amy-Cathérine de Bary (29 de enero de 1944) es una jinete suiza que compitió en la modalidad de doma.
Participó en los Juegos Olímpicos de Los Ángeles 1984, obteniendo una medalla de plata en la prueba por equipos (junto con Otto Hofer y Christine Stückelberger). Ganó tres medallas en el Campeonato Europeo de Doma entre los años 1979 y 1983.

## Palmarés internacional
| Juegos Olímpicos   | Juegos Olímpicos             | Juegos Olímpicos  | Juegos Olímpicos |
| Año                | Lugar                        | Medalla           | Categoría        |
| ------------------ | ---------------------------- | ----------------- | ---------------- |
| 1984               | Los Ángeles (Estados Unidos) | Medalla de plata  | Por equipos      |
| Campeonato Europeo |                              |                   |                  |
| Año                | Lugar                        | Medalla           | Categoría        |
| 1979               | Århus (Dinamarca)            | Medalla de bronce | Por equipos      |
| 1981               | Laxenburg (Austria)          | Medalla de plata  | Por equipos      |
| 1983               | Aquisgrán (RFA)              | Medalla de bronce | Por equipos      |